# Valbuena de Duero (kommunhuvudort)
Valbuena de Duero är en kommunhuvudort i Spanien.   Den ligger i provinsen Provincia de Valladolid och regionen Kastilien och Leon, i den centrala delen av landet, 140 km norr om huvudstaden Madrid. Valbuena de Duero ligger 735 meter över havet och antalet invånare är 497.
Terrängen runt Valbuena de Duero är varierad. Valbuena de Duero ligger nere i en dal som går i öst-västlig riktning. Runt Valbuena de Duero är det mycket glesbefolkat, med 7 invånare per kvadratkilometer. Närmaste större samhälle är Peñafiel, 15,5 km öster om Valbuena de Duero. Trakten runt Valbuena de Duero består till största delen av jordbruksmark.